# Piégut
Piégut – miejscowość i gmina we Francji, w regionie Prowansja-Alpy-Lazurowe Wybrzeże, w departamencie Alpy Górnej Prowansji.

## Demografia
Według danych na rok 1990 gminę zamieszkiwało 86 osób, a gęstość zaludnienia wynosiła 8 osób/km². W styczniu 2015 r. Piégut zamieszkiwały 152 osoby, przy gęstości zaludnienia wynoszącej 14,1 osób/km².